# Escalade aux Jeux mondiaux de 2005
Navigation
Kaohsiung 2009
Les épreuves d'escalade aux Jeux mondiaux de 2005 se sont déroulées les 22 et 23 juillet 2005 à la Gießhalle du parc paysager de Duisbourg Nord, à Duisbourg, en Allemagne. C'est la première fois que ce sport figurait dans le programme des Jeux.

## Organisation
Les épreuves de vitesse ont lieu le 22 juillet 2005. Les compétiteurs sont au nombre de huit dans la catégorie des femmes ainsi que dans celle des hommes.
Les épreuves de difficulté ont lieu le lendemain. Huit femmes et huit hommes concourent dans une voie de qualification et les six premiers de chaque catégorie sont retenus pour les voies de finales.

## Palmarès

### Escalade de difficulté
| Catégorie | Or             | Argent                        | Bronze         |
| --------- | -------------- | ----------------------------- | -------------- |
| Hommes    | Patxi Usobiaga | Alexandre Chabot Tomás Mrázek |                |
| Femmes    | Angela Eiter   | Natalija Gros                 | Marietta Uhden |

### Escalade de vitesse
| Catégorie | Or                    | Argent            | Bronze               |
| --------- | --------------------- | ----------------- | -------------------- |
| Hommes    | Alexander Peshekhonov | Sergueï Sinitsyne | Evgeny Vaytsekhovsky |
| Femmes    | Anna Stenkovaya       | Olena Ryepko      | Tatiana Ruyga        |

## Tableau des médailles
| Rang  | Nation             | Or | Argent | Bronze | Total |
| ----- | ------------------ | -- | ------ | ------ | ----- |
| 1     | Russie             | 2  | 1      | 2      | 5     |
| 2     | Espagne            | 1  | 0      | 0      | 1     |
| 2     | Autriche           | 1  | 0      | 0      | 1     |
| 4     | France             | 0  | 1      | 0      | 1     |
| 4     | Slovénie           | 0  | 1      | 0      | 1     |
| 4     | Ukraine            | 0  | 1      | 0      | 1     |
| 7     | Allemagne          | 0  | 0      | 1      | 1     |
| 7     | République tchèque | 0  | 0      | 1      | 1     |
| Total | Total              | 4  | 4      | 4      | 12    |